# Jules Ernest Renoux

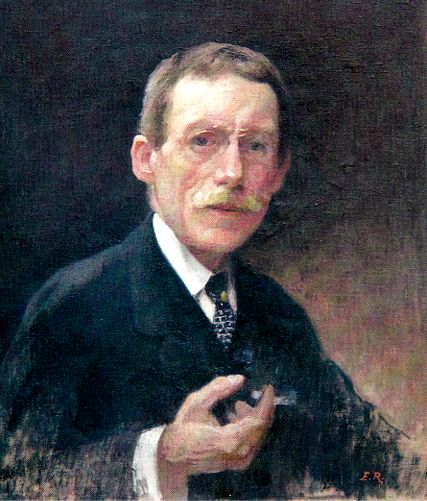
Selbstporträt

Jules Alphonse Ernest Renoux (* 5. Mai 1863 in Romeny-sur-Marne, im Département Aisne in Nordfrankreich; † 9. Juni 1932 ebenda) war ein französischer Maler des Impressionismus.
Renoux war der Sohn von Jules Alphonse Renoux und Ernestine Veron. Er zeigte schon früh ein Talent für das Zeichnen. Noch als Kind kam er mit seiner Mutter nach Paris, während sein Vater seine Familie verließ, um im Deutsch-Französischen Krieg von 1870 zu kämpfen.
Renoux studierte Malerei an der Pariser Akademie der bildenden Künste bei Jean-Léon Gérôme und Alfred Philippe Roll.
Noch während des Studiums wurde Renoux Mitarbeiter von Roll bei den Deckenmalereien des Hôtel de Ville, der Sorbonne und des Petit Palais.
Der in Paris bekannte Graf Michel de Zogheb wurde Mäzen von Renoux; er bestellte bei ihm sein Porträt und kaufte mehrere Werke des Ķünstlers. Auch der Industrielle Auguste Magnère unterstützte den Künstler. Die 1916 in der Pariser Galerie Georges Bernheim ausgestellten Werke Renoux brachten ihm einen beachtlichen Erfolg. Seit 1922 stellte Renoux im Salon der Société des Artistes Français aus.
Er porträtierte u. a. La Belle Otéro.
Trotz des Missfallens seiner Mutter heiratete Renoux 1895 Berthe Madeleine, die ihm später oft Modell stand.